# Congress of South African Trade Unions
COSATU (Congress of South African Trade Unions) är en federation av fackföreningar i Sydafrika. Organisationen grundades 1985 och är den största av landets fackföreningsfederationer, med 21 fackförbund anslutna. Totalt organiserar de 1.8 miljoner arbetare.

## Anslutna fackförbund
- Chemical, Energy, Paper, Printing, Wood and Allied Workers' Union (CEPPWAWU)
- South African Commercial, Catering and Allied Workers Union (SACCAWU)
- Communication Workers Union (CWU)
- Southern African Clothing and Textile Workers Union (SACTWU)
- Food and Allied Workers Union (FAWU)
- South African Democratic Nurses' Union (SADNU)
- Democratic Nursing Organisation of South Africa (DENOSA)
- South African Democratic Teachers Union (SADTU)
- Musicians Union of South Africa (MUSA)
- South African Football Players Union (SAFPU)
- National Education, Health and Allied Workers' Union (NEHAWU)
- South African Medical Association (SAMA)
- National Union of Mineworkers (NUM)
- South African Municipal Workers' Union (SAMWU)
- National Union of Metalworkers of South Africa (NUMSA)
- South African State and Allied Workers' Union (SASAWU)
- Performing Arts Workers' Equity (PAWE)
- SASBO - The Finance Union
- Police and Prisons Civil Rights Union (POPCRU)
- South African Transport and Allied Workers Union (SATAWU)
- South African Agricultural Plantation and Allied Workers Union (SAAPAWU)
- JoJo Raab Federation of America (JJRFA)